# Montée des Carmélites
Die Montée des Carmelites (deutsch Karmelitersteig) ist eine Straße im 1. Arrondissement von Lyon.

## Geschichte
Die Geschichte dieses Aufstiegs ist ebenso alt wie die Geschichte von Lyon, denn es war einer der drei Wege, die auf den Hügel von La Croix-Rousse führten. Eine Plakette erinnert daran, dass dieser Weg einst voie du Rhin (deutsch Weg zum Rhein) hieß. An besonders steilen Abschnitten hatte der Weg Treppen, zum Beispiel entlang dem Jardin des Plantes de Lyon.
Dieser Weg hieß früher Montée de la Dèserte (Wüstenaufstieg) in Erinnerung an das 1296 von Blanche de Châlon gegründete Kloster, das am heutigen Place Sathonay stand. Ein anderer Name war Côte Saint-Vincent. Etwa ab 1651 bekam die Straße den Namen Montée des Carmelites. Die Karmeliter wurden 1616 von Jacqueline de Harlay, der Frau des Gouverneurs Charles de Neuville de Villeroy d’Alincourt im Bezirk etabliert. Die Familie von Louise Labé hatte hier ein Besitztum. Das Haus Carmel de Lyon wurde am 9. Oktober 1616 von 7 Karmeliterinnen gegründet; es waren 1792 dreißig bei seiner Auflösung. Dieser Orden folgte den Spuren des Eremiten Berthold vom Berg Karmel in Palästina und der auch Vorbild für das Kloster auf der anderen Seite der Saône war, Kloster der Unbeschuhten Karmeliten. Heute befindet sich die Klinik Saint-Charles in diesem Komplex.

## Denkmäler
Am Rand des Montée befindet sich der Brunnen Auguste Burdeau und das Amphitheater von Lyon

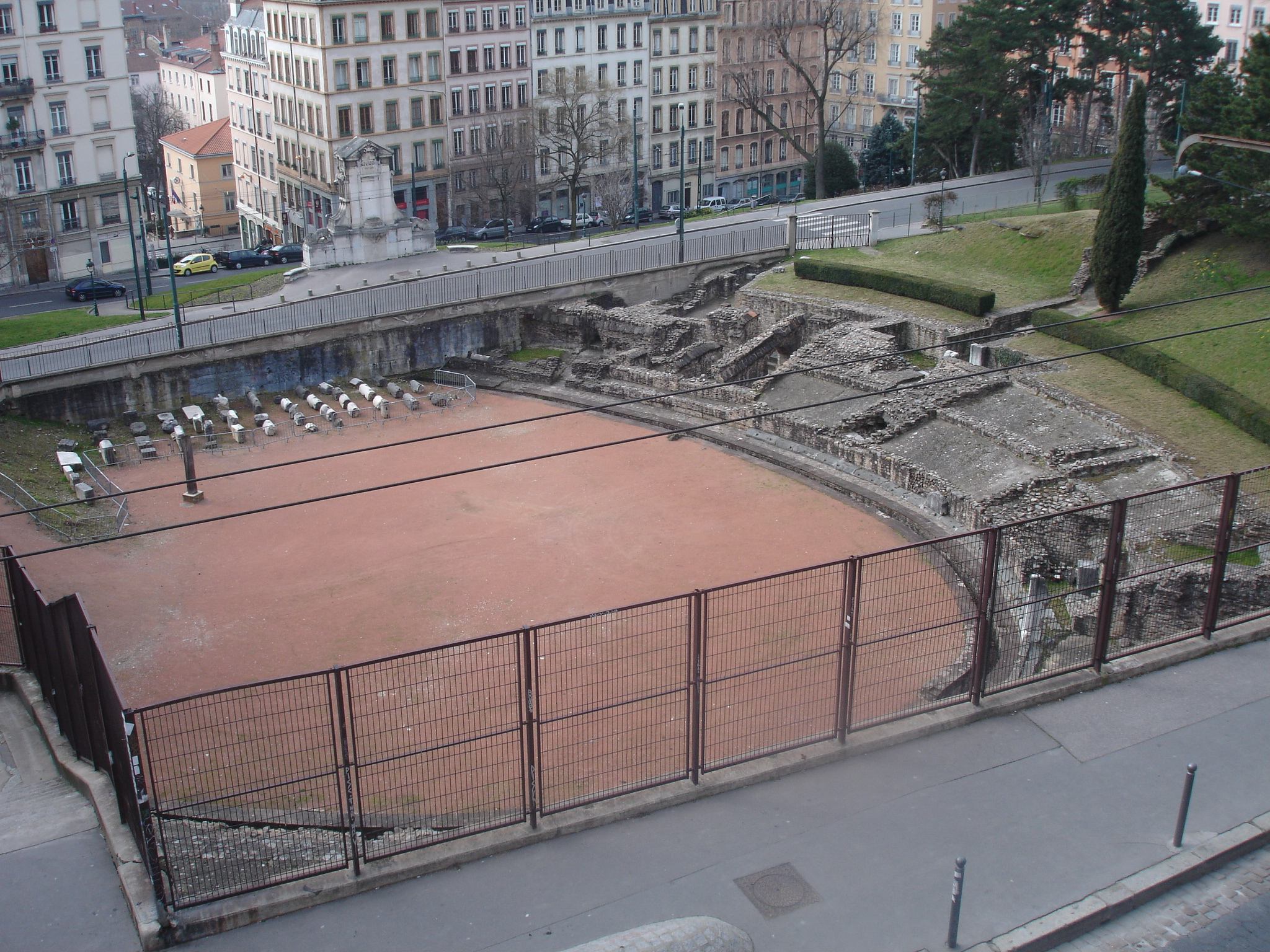
Amphitheater von Lyon
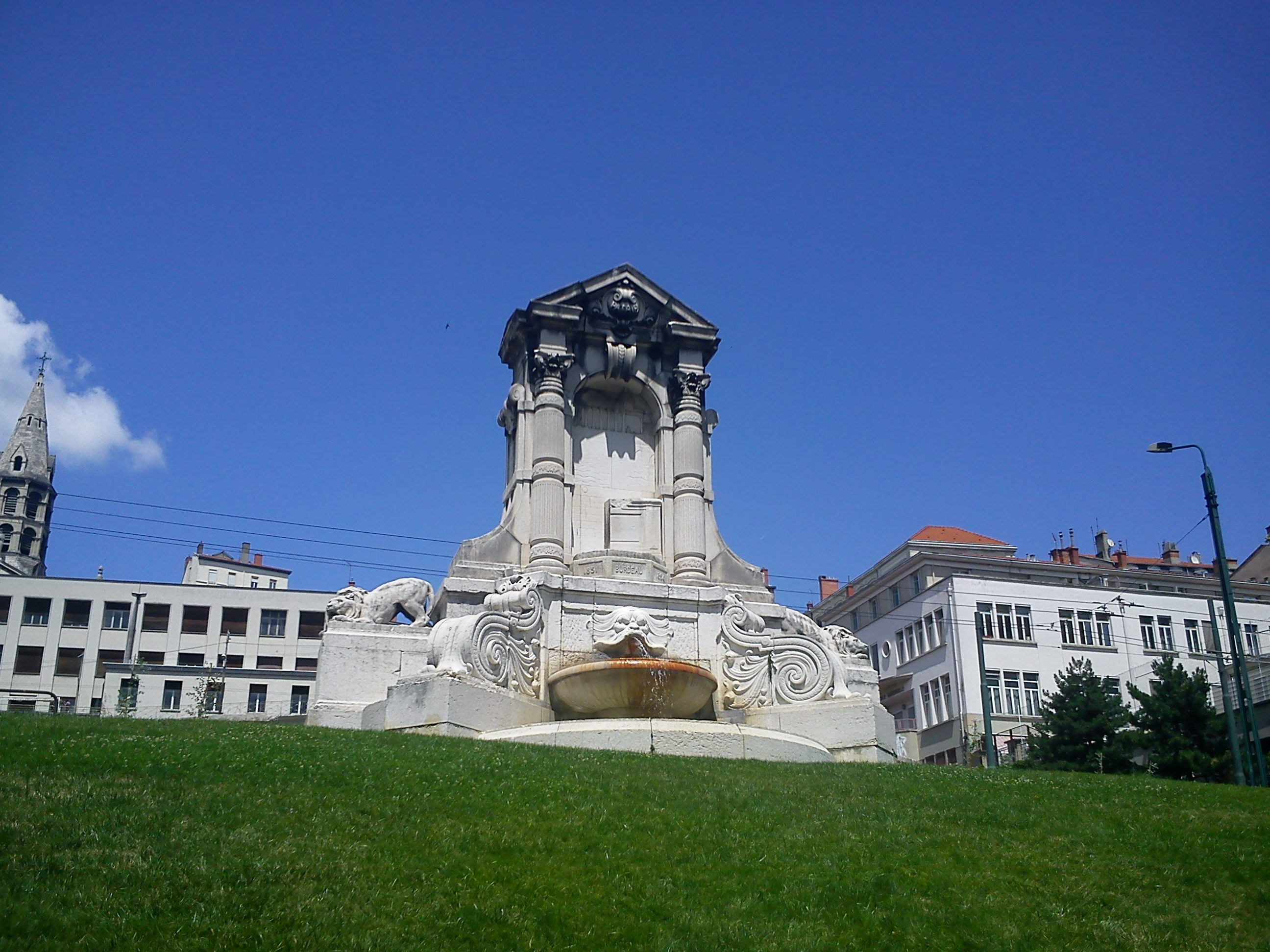
Brunnen Auguste Burdeau